# Сражение у Скарборо
Сражение у Скарборо — морской бой англо-датской войны 1807—1814 годов, состоявшийся 2 марта 1808 года у берегов Великобритании и закончившийся британской победой.

## Бой
2 марта британский шлюп Sappho вышел из Скарборо и вскоре обнаружил подозрительный вооруженный бриг, который держал курс, очевидно собираясь атаковать ряд торговых судов с подветренной стороны. Sappho погнался за ним и около 13:30 дал залп в его сторону, хотя на мачтах брига развевался британский флаг. Однако при приближении Sappho бриг поднял датский флаг и дал ответный залп. Капитан британского шлюпа Лэнгфорд начал манёвр, не прекращая огонь. В итоге получасового боя датский бриг (Admiral Yawl, как выяснилось) был вынужден капитулировать.
В бою Sappho не понес потерь убитыми, лишь двое матросов получили ранения. Admiral Yawl потерял 2 человек убитыми — младшего офицера и матроса. За успешные действия в бою Лэнгфорд получил продвижение по службе, а в 1847 году Адмиралтейство наградило всех к тому моменту живых участников боя памятной Морской медалью.
Sappho был укомплектован шестнадцатью 32-фунтовыми карронадами и двумя 6-фунтовыми пушками, экипаж состоял из 120 матросов и 3 юнг. Admiral Yawl, хоть и считался бригом, имел вооружение на двух палубах: на нижней палубе — двенадцать 18-фунтовых карронад, на главной палубе — шестнадцать 6-фунтовых пушек. Его экипаж насчитывал 83 человека.
Капитаном датского брига был известный датский авантюрист Йорген Йоргенсен, который в 1801 году был членом экипажа брига HMS Lady Nelson и участвовал, по крайней мере, в одном рейде вдоль побережья Австралии. В своей автобиографии он утверждает, что его отец и семь других торговцев из Копенгагена совместно приобрели бриг Admiral Yawl и передали его короне после британской бомбардировки Копенгагена (1807). Правительство ввело его в ряды флота, укомплектовало личным составом и вооружило. Йоргенсен сообщил, что он был в состоянии пройти неожиданно среди английских торговых кораблей и захватить восемь или девять из них, прежде чем Sappho прервал его путь